# 春日望
春日 望（かすが のぞみ、1995年6月30日–）は、日本の女性声優。兵庫県出身。フリー。
バーチャルYouTuberキズナアイのボイスモデルとして知られる。2024年7月より、YouTubeで「のんちぃ」名義でクリエイターとしても活動を行っている。

## 経歴
クレアボイス養成所の卒業生。2018年1月1日よりクレアボイスの準所属に、2019年1月1日より正所属となった。2020年3月31日に契約満了にてクレアボイスを退所し、フリーランスで活動。同年7月1日よりスワロウ準所属となった。
2020年4月1日より、新型コロナウイルス感染症の流行により自宅待機が奨励されていることを受けて、3–6か月間の期間限定でのYouTuber活動を開始。
2016年秋よりバーチャルYouTuberのキズナアイに声を提供。2020年4月24日には運営母体の分社化に従い設立されたKizuna AI株式会社のアドバイザーに就任した。
2022年3月31日付でスワロウを退所し、フリーで活動する。フリー転向後は新規案件を受けず、継続案件のみを行う。

## 人物
趣味は音楽鑑賞・アイドル鑑賞。また、映画鑑賞。

## 出演
太字はメインキャラクター。

### テレビアニメ
2015年
- スタミュ（女子）

2016年
- Lostorage incited WIXOSS（女子生徒）
- タイムボカン24（子供たち）

2017年
- 妖怪アパートの幽雅な日常（女子A）
- 幼女戦記（乳児）

2018年
- プラネット・ウィズ（避難民(1)）

2019年
- グランベルム（林美々）

2020年
- ＜Infinite Dendrogram＞-インフィニット・デンドログラム-（ナビゲーター、アナウンス、魔法戦士、編集、マリリン）

### 劇場アニメ
- 劇場版 SHIROBAKO（2020年、九条もね、オーディション声優G、新人声優C[15] 他）

### Webアニメ
- モンスターストライク（2018年、国民）

### ゲーム
2018年
- 天華百剣 -斬-（日光一文字）
- プレカトゥスの天秤（ラニ・ジェップ、ラニ）
- モン娘☆は〜れむ（ヒスイ）

2019年
- モンスターストライク（2019年 - 2023年、小早川秀秋、関ケ原のの）
- クイズRPG 魔法使いと黒猫のウィズ（コヒレンス）
- 一騎学園 〜進撃!当千の魔法少女〜
- まちむす 地球防衛ライブ（カッパドキア、アンタナナリボ）

2020年
- 東方LostWord（橙、フランドール、サニーミルク、本居小鈴）
- アズールレーン（2020年 - 2024年、TB）

2021年
- パズルガールズ（モーリス、ナグルファル）

### テレビ番組
※はインターネット配信。
- のんちゃんのおいしいとこどり（2020年 - 2021年、ニコニコ生放送※）[18]

### その他のコンテンツ
- バーチャルYouTuber「キズナアイ」（2016年 - 2022年・2025年 - [注 2]）ボイス提供[注 1]

## ディスコグラフィ

### キャラクターソング
| 発売日        | 商品名      | 歌                                                                   | 楽曲                                | 備考                          |
| ------------- | ----------- | -------------------------------------------------------------------- | ----------------------------------- | ----------------------------- |
| 2020年4月29日 | 百華繚乱 弐 | 九戸来国行（金元寿子）、太鼓鐘貞宗（田中貴子）、日光一文字（春日望） | 「超マジ!?爆マジ!?まじかる☆くのへ」 | ゲーム『天華百剣 -斬-』関連曲 |